# Bare: A Pop Opera
Pour les articles homonymes, voir Bare.
Bare: A Pop Opera est une comédie musicale rock créée par le compositeur Damon Intrabartolo et le parolier Jon Hartmere, tous deux librettistes du projet. L'intrigue est centrée sur le passage à l'âge adulte d'un groupe de lycéens au sein d'un pensionnat catholique privé. Bare évoque des sujets importants tels que l'homophobie, l'obésité, le slut-shaming, la drogue, le rapport à la religion, l'orientation sexuelle, la pression familiale ou encore le coming-out.

## Résumé
Colocataires et amants secrets, Peter Simonds et Jason McConnell étudient dans un lycée privé catholique. Le pensionnat St. Cecilia, strict et étouffant, se révèle un cadre compliqué à supporter pour les deux adolescents comme pour bon nombre de leurs camarades.
Peter, élève modèle, sensible et rêveur, essaie tant bien que mal de concilier sa foi et sa sexualité ; il espère pouvoir vivre son amour avec Jason et assumer son homosexualité sans craindre le regard des autres.
De son côté, malgré sa popularité, son assurance et sa nature surdouée, Jason subit également une pression terrible de la part de son père. S'il aime sincèrement Peter, il ne souhaite surtout pas que leur couple s'ébruite par peur des répercussions.
Autour d'eux gravitent Nadia, la jumelle en surpoids de Jason qui peine à trouver sa place ; Matt Lloyd, brillant élève mais éternel second ; Ivy Robinson, une très belle jeune fille dénigrée pour son comportement jugé trop sulfureux ; et, enfin, Sœur Chantelle, leur professeure de théâtre, ouverte et bienveillante.
La relation de Peter et Jason, empoisonnée par l'homophobie latente de leur quotidien, s'achèvera par un drame dont personne ne sortira indemne...

## Argument détaillé

### 1eracte
Le 6 janvier 1991, dans le Massachusetts, les élèves du pensionnat catholique St. Cecilia se réunissent pour célébrer l'Épiphanie dans la chapelle de l'école. Un élève en dernière année, Peter Simonds, s'endort durant la messe. Le jeune homme fait un cauchemar où son homosexualité est rendue publique et condamnée par tout le monde (Epiphany).
Après la messe, Peter retrouve Jason McConnell, son colocataire. Les deux garçons sont aux antipodes : Peter est discret, assidu et torturé ; Jason est populaire, surdoué et, en apparence, totalement désinvolte. Chacun entretient un rapport compliqué à sa sexualité. Ils ne parviennent à être eux-mêmes qu'en privé, là où leur relation peut s'épanouir à l'abri des pressions extérieures.
S'ils sont amants dans le plus grand secret, la situation commence à peser à Peter. Le jeune homme espère davantage et, contrairement à son petit ami, semble enfin prêt à assumer son homosexualité. Comme souvent, Jason élude le sujet mais rassure Peter sur leur relation et ses sentiments à son égard. Ce dernier suggère alors qu'ils auditionnent pour la pièce de théâtre de l'école (You & I).

« This is all just a game

You and I

You take my hand, leaving me breathless 

Take a look in these big blue eyes so you'll understand 

And know why we whisper in hallways 

I'll be with you always 

Running together 

Forever you and I »

— Jon Hartmere et Damon Intrabartolo, Couplet de Jason dans You and I
Resté seul, Peter réfléchit à ses angoisses et sa relation avec Jason (Role of a Lifetime).
Lors des auditions, la professeure d'art dramatique Sœur Chantelle se lamente sur le manque de candidats. Cette année, St. Cecilia met en scène la plus célèbre des tragédies shakespeariennes : Roméo et Juliette. Toutefois, sur l'impulsion de son petit ami, Jason finit par se présenter à la dernière minute. Il se retrouve en compétition avec un autre camarade, Matt Lloyd, pour le rôle de Roméo. Matt, s'il est un excellent élève, ne parvient jamais à égaler Jason et est constamment relégué à la seconde place. Sœur Chantelle choisit Jason pour jouer Roméo et Ivy Robinson pour incarner Juliette. Peter campe Mercutio et Matt se voit offrir le rôle de Tybalt (Auditions).
Le casting est complété par Nadia, la jumelle en surpoids de Jason. Celle-ci est contrariée d'avoir été choisie pour jouer la nourrice et d'être cantonnée, encore et toujours, au statut de faire-valoir. Par ailleurs, elle est amoureuse de Matt sans espoir de retour. Contrairement à son frère, elle peine à trouver sa place au sein de l'école, d'autant qu'elle souffre d'une comparaison constante avec son jumeau. Jason la console de son mieux. Ensemble, les McConnell s'épanchent sur leur famille autoritaire, en particulier leur père (Plain Jane Fat Ass).
Pendant ce temps, Matt essaie d'organiser une fête d'anniversaire surprise pour Ivy, dont il est épris. De son côté, Lucas Carter, le fêtard de l'école, insiste pour organiser une rave party ; il apporte de l'ecstasy et d'autres drogues (Wonderland). Toujours très peu sûre d'elle et de son apparence, Nadia décide de rester au pensionnat où elle pratique le violoncelle (A Quiet Night at Home).
À la rave party, Peter danse avec Jason et Ivy avec Matt (Rolling). Emporté par sa fougue, Peter essaie d'embrasser Jason en public. Ce dernier se dérobe et emmène son petit ami dehors pour s'expliquer avec lui. Peter s'entête : il veut assumer sa nature profonde et dévoiler leur relation au grand jour. Jason, terrifié à l'idée de faire son coming-out, s'y oppose fermement (Best Kept Secret). Ils se réconcilient sur un baiser mais, à leur insu, Matt a surpris la scène...
Le lendemain matin, lors de la confession, Matt et Peter demandent des conseils sur leurs secrets respectifs : Matt sur le fait d'avoir été témoin d'un baiser gay et Peter sur le fait d'être homosexuel (Confession).
Pour les filles, la situation n'est pas plus apaisée. Après que Nadia ait plaisanté à son sujet, Ivy réfléchit à la façon dont sa réputation la définit et la cantonne dans un certain rôle (Portrait of a Girl).
La fête d'anniversaire d'Ivy a lieu. Jalouse de cette dernière et des sentiments de Matt à son égard, Nadia sabote la soirée en un événement vulgaire et risible (Birthday, Bitch!).
Sans le savoir, Peter mange des brownies au cannabis. Désinhibé, il flirte ouvertement avec Jason. Ivy, visiblement très éméchée, drague aussi Jason. Le jeune homme, dans l'espoir de sauver les apparences, choisit de répondre aux avances de l'adolescente plutôt que d'accepter celui qu'il aime. Ivy demande à Jason de l'embrasser en guise de cadeau d'anniversaire, ce qu'il accepte à contrecœur (One Kiss). Matt assiste à la scène et quitte la soirée au même moment que Peter.
Le cœur brisé, Matt et Peter se réfugient à l'église où ils échangent en toute amitié. Peter, toujours drogué et ivre, finit par avouer à Matt qu'il est en couple avec Jason, confirmant les soupçons de l'adolescent (Are You There?). Ulcéré par le comportement de Jason, Matt quitte les lieux et abandonne Peter.
Les effets du haschich ne s'estompent pas : Peter a une vision de la Vierge Marie, sous l'apparence de Sœur Chantelle, encadrée par deux chérubins. Dans son hallucination, cette dernière lui intime de faire son coming-out auprès de sa mère (911! Emergency!).
Le lendemain, lors des répétitions pour Roméo et Juliette, la scène du duel opposant Roméo et Tybalt se transforme en véritable combat entre Jason et Matt. Matt s'en prend à Jason, qu'il invective d'insultes homophobes (Reputation Stain'd). Le cours est aussitôt suspendu. A St. Cecilia, les tensions entre les élèves sont de plus en plus exacerbées.
Les vacances de printemps approchent. Peter tolère de moins en moins l'impasse dans laquelle il se trouve. Il demande à Jason de rentrer avec lui et de l'aider à faire son coming-out auprès de sa mère. Mais son petit ami panique, terrifié à l'idée que son père découvre son homosexualité. C'en est trop pour Jason qui, terrorisé, rompt avec Peter (Ever After).
Alors que Nadia chante sarcastiquement son aversion pour le printemps, Peter part pour les vacances sans se réconcilier avec Jason (Spring).
Ivy s'excuse auprès de Jason, consciente de l'avoir harcelé lors de la fête. Elle admet néanmoins qu'elle l'aime et espère plus. Le tableau final (One) esquisse le parallèle entre les personnages : Peter et Matt se languissent de leurs amours respectifs ; Nadia souhaite être remarquée à sa juste valeur ; toujours perturbé à l'idée que son orientation sexuelle ne soit révélée, Jason finit par céder et couche avec Ivy...

### 2eacte
En miroir à l'acte 1, l'acte 2 s'ouvre sur un cauchemar de Peter : la chapelle de l'école est superbement décorée pour son mariage avec Jason mais, au dernier moment, la scène se transforme et c'est Ivy qui prend sa place aux côtés du marié (Wedding Bells). Peter est de plus en plus malheureux et incertain quant à sa relation avec Jason. Ses doutes se confirment lorsqu'il revient à St. Cecilia : Jason revendique toujours son couple avec Ivy et lui bat froid.
Dès le retour de vacances, le classement des élèves est affiché. Jason se retrouve major de promotion, surpassant une fois de plus Matt (In the Hallway).
Pour sa part, Ivy décide d'être franche avec Jason et lui dit l'étendue de son affection : même si elle a été avec d'autres garçons auparavant, il reste à ses yeux son premier véritable amour. Après avoir enfin réalisé que les sentiments d'Ivy sont les mêmes que ceux qu'il éprouve lui-même pour Peter, Jason comprend qu'il ne peut plus entretenir un tel mensonge. Il se décide à la quitter (Touch My Soul).
Fin prêt, Peter appelle sa mère, Claire, avec la ferme intention de faire son coming-out. Comme à chaque fois, sa mère évite le sujet et l'adolescent la soupçonne de déjà connaître la vérité. Peter finit néanmoins par lui parler à cœur ouvert (See Me). Claire raccroche, secouée par la confirmation de ses craintes ; elle hésite puis reconnaît finalement que son amour pour son fils est plus fort que ses objections religieuses (Warning).
Les préparatifs autour de Roméo et Juliette se poursuivent mais Ivy, malade, manque la répétition. Sa doublure, Diane, la remplace. Comme il est évident qu'elle ne maîtrise pas son texte, Peter prend temporairement le relais en incarnant Juliette. Il se retrouve à jouer la scène du bal et danse avec Jason (Pilgrim's Hands). Durant un bref instant, tout semble parfait pour le jeune couple. La magie du moment est rompue par Ivy : cette dernière se présente dans la classe et insiste auprès de son ex pour qu'ils parlent en privé. Sœur Chantelle annonce la fin du cours de théâtre.
Les élèves partis, Sœur Chantelle s'entretient avec Peter. Elle sait qu'il est gay et redoute qu'il rejette sa nature profonde. Elle rassure Peter en lui disant qu'il est exactement tel que Dieu a voulu qu'il soit (God Don't Make No Trash). Le jeune homme est conforté dans sa volonté de s'assumer.
De retour dans la salle commune, Nadia affronte Ivy. Elle veut savoir pourquoi cette dernière a sauté la répétition. Une dispute éclate entre les deux étudiantes et Ivy avoue la véritable raison de son absence : à la grande sidération de Nadia, elle est enceinte de Jason (All Grown Up).
Après quoi, Ivy se rend à l'auditorium et rencontre Jason, occupé à répéter son discours pour la remise des diplômes. Elle lui dit qu'elle attend leur enfant et espère encore qu'il pourra apprendre à l'aimer. Matt, qui les a entendus, est excédé par la situation. Devant tout le monde, il révèle que Jason est amoureux de Peter. Ce dernier s'emmêle. Nadia s'interpose à son tour. La discorde entre Matt, Jason, Peter et Nadia éclate sous les yeux des autres étudiants (Promise).
Abandonné de tous, affolé par cette situation qui lui échappe totalement, Jason s'isole. Il réfléchit à sa relation avec Peter. Malgré sa peur, il sait que l'amour de son petit ami lui est vital et que ce dernier est le seul à pouvoir réellement le réconforter (Once Upon a Time). N'ayant nulle part où aller, l'adolescent se rend à l'église. Torturé par des questions existentielles, il demande au prêtre si Dieu l'aimera toujours malgré son homosexualité et s'Il pourra lui pardonner son péché. Son confesseur le rabroue sévèrement et lui ordonne d'étouffer ses sentiments (Cross). Jason sort durement éprouver de cet entretien.
Dans les coulisses, peu avant le début de la représentation officielle de Roméo et Juliette, Lucas distribue de la drogue aux étudiants. Jason se procure par son intermédiaire des psychotropes. Après quoi, il va à la rencontre de Peter. Il demande à l'intéressé de s'enfuir avec lui. Bien que toujours épris, son amant est catégorique : il a passé toute sa vie à fuir, il refuse désormais de se cacher et souhaite assumer totalement qui il est (Two Households).
Plusieurs réconciliations s'ensuivent. Nadia se montre compréhensive envers Ivy et lui témoigne un soutien indéfectible. Quant à Matt, il s'excuse auprès de Peter pour ses actes répréhensibles.
Juste avant que le rideau ne se lève, pensant avoir perdu Peter à jamais, Jason prend une forte dose de GHB.
Alors que la pièce suit son cours, Jason prend à nouveau Peter à part. Il lui confie enfin toute la force de ses sentiments : il l'aime depuis leur première rencontre et l'aimera toujours. Peter lui répond que ses sentiments sont réciproques et cherche à l'apaiser ; à ses yeux, leur séparation n'est pas un adieu (Bare). Sans le savoir, ils s'embrassent pour la toute dernière fois.
Lorsque Peter énonce son monologue sur la Reine Mab, Jason, de plus en plus désorienté, commence à avoir des hallucinations (Queen Mab). Peu après, durant la scène du bal masqué, il s'effondre et meurt dans les bras de Peter (A Glooming Peace).
Brisé et furieux, Peter confronte le prêtre. Ils s'entretiennent au sujet de Jason et l'adolescent l'accuse de ne pas avoir fait preuve de compassion durant son ultime confession. Le prêtre demande à Peter de lui accorder son pardon, ce que le jeune homme accepte (Absolution).
Pendant la remise des diplômes, Peter, Ivy, Matt et Nadia supportent difficilement leur chagrin. Ils peinent à faire leur deuil. Le quatuor se demande s'il aurait pu empêcher la mort de Jason et chacun réfléchit au rôle qu'il a joué dans cette tragédie. La conclusion est amère : en ce monde, il y a davantage de questions que de réponses (No Voice)...

« Dear Jason

How did a simple love

Get complicated?

Days crawl by

I ask myself again

"Should I have waited?"

In a world that's quick to judge

I will try to understand

It's so hard to find your way

When you have no voice to guide you »

— Jon Hartmere et Damon Intrabartolo, Couplet de Peter dans No Voice
Note : dans certaines productions, le dénouement est légèrement adouci. Jason, sous forme de fantôme ou imaginé par Peter, est présent parmi les étudiants. Il récupère son diplôme des mains de Peter et lui sourit avec fierté, avant de quitter la scène.

## Numéros musicaux
| Acte I - Epiphany - la troupe - You & I - Jason, Peter et les étudiants - Role of a Lifetime - Peter - Auditions - Chantelle et les étudiants - Plain Jane Fat Ass* - Nadia et Jason - Wonderland - Matt, Nadia, Tanya, Lucas, Ivy, Peter et Jason - A Quiet Night at Home - Nadia - Rolling - Band - Best Kept Secret - Jason et Peter - Confession - le prêtre et les étudiants - Portrait of a Girl - Ivy et Matt - Birthday, Bitch! - les étudiants - One Kiss - Ivy et Jason - Are You There? - Matt et Peter - 911! Emergency!** - Mary et les chérubins - Reputation Stain'd - Ivy, Jason, Peter, Matt et Nadia - Ever After - Peter et Jason - Spring - Nadia - One - Ivy, Jason, Nadia, Matt et Peter | Acte II - Wedding Bells - la troupe - In The Hallway - la bande - Touch My Soul - Ivy et Jason - See Me - Peter et Claire - Warning - Claire - Pilgrims' Hands - Jason et Peter - God Don't Make No Trash - Chantelle - All Grown Up - Ivy - Promise - Jason, Ivy, Matt, Nadia et Peter - Once Upon a Time - Jason - Cross - Jason et le prêtre - Two Households - les étudiants - Bare - Jason et Peter - Queen Mab - Jason et Peter - A Glooming Peace - les étudiants - Absolution - Peter et le prêtre - No Voice - la troupe |

* Supprimée de la version Off-Broadway et remplacée par Love, Dad.
** Remplacée par Mother Love dans la production de 2000 à Los Angeles.

## Personnages et interprètes

### Productions anglophones
| Personnage(s)                                                           | Los Angeles,           | Off-Broadway        | Enregistrement studio, | Revival à Los Angeles  | Concert du West End  |
| Personnage(s)                                                           | 2000                   | 2004                | 2007                   | 2013                   | 2024                 |
| ----------------------------------------------------------------------- | ---------------------- | ------------------- | ---------------------- | ---------------------- | -------------------- |
| Peter Simonds                                                           | John Torres            | Michael Arden       | Matt Doyle             | Payson Lewis           | Laurie Kynaston      |
| Jason McConnell                                                         | John Griffin           | John Hill           | James Snyder           | Jonah Platt            | Jordan Luke Gage     |
| Ivy Robinson                                                            | Jenna Leigh Green      | Jenna Leigh Green   | Jenna Leigh Green      | Lindsay Pearce         | Frances Mayli McCann |
| Nadia McConnell                                                         | Keili Lefkovitz        | Natalie Joy Johnson | Keili Lefkovitz        | Katie Stevens          | Katie Ramshaw        |
| Matt Lloyd                                                              | Wallace Smith          | Aaron Lohr          | Christopher Johnson    | Nathan Parrett         | Ed Larkin            |
| Sœur Chantelle / la Vierge Marie                                        | Stephanie Andersen     | Romelda T. Benjamin | Stephanie Andersen     | Stephanie Andersen     | Claudia Kariuki      |
| Claire                                                                  | Maura M. Knowles       | Kaitlin Hopkins     | Kaitlin Hopkins        | Alissa-Nicole Koblentz | Cassidy Janson       |
| Le Père                                                                 | Mark Edgar Stephens    | Jim Price           | Jim Price              | John Griffin           | Adrian Hansel        |
| Lucas Carter                                                            | Philip Dean Lightstone | Adam Fleming        | Jason Ryterband        | Casey Hayden           | Jason Battersby      |
| Tanya Garrett / Chérubin                                                | Charity Hill           | Sasha Allen         | Judith Hill            | Caitlin Ary            | Aoife Kenny          |
| Kyra / Chérubin (Brittany dans la production originale des années 2000) | Tassa Hampton          | Kearran Giovanni    | Carmel Echols          | Katherine Washington   | Chrissie Bhima       |
| Diane Lee                                                               | Jennie Kwan            | Kay Trinidad        | Kara Maguire           | Reesa Ishiyama         | Emily Ooi            |
| Zack                                                                    | Reed Prescott          | Mike Cannon         | Nils Montan            | Christopher Higgins    | Jack Ofrecio         |
| Rory                                                                    | NC                     | Lindsay Scott       | Anna Rose              | Kelsey Hainlen         | Clodagh Greene       |
| Alan                                                                    | NC                     | Isaac Calpito       | Joel Echols            | Harrison Meloeny       | Samuel Joseph Howes  |

### Productions internationales
| Personnage(s)                    | Japon                        | Espagne                          | Corée du Sud                       | Corée du Sud                                            |
| Personnage(s)                    | 2014                         | 2014                             | 2017                               | 2024                                                    |
| -------------------------------- | ---------------------------- | -------------------------------- | ---------------------------------- | ------------------------------------------------------- |
| Peter Simonds                    | Ryosuke Okada, Ryota Tamura  | Marc Flynn                       | Yoon So-ho, Kang Chan, Jeong Hwi   | Hong Ki-bum, Park Jeong-won, Lim Jae-yoon, Yoon Seok-ho |
| Jason McConnell                  | Shingen, Kujirai Kosuke      | Jan Forrellat, Víctor Arbelo     | Ko Sang-ho, Lim Jun-hyuk, Noh Yoon | Lee Seok-june, Han Seo-won, Choi Jae-woong, Kim Jae-han |
| Ivy Robinson                     | Emma Miyazawa, Hirata Aisaki | Anna Herebia                     | Yang Seo-yoon, Heo Hye-jin         | Seon Yu-ha, Jo Deanna                                   |
| Nadia McConnell                  | Yuuna Taniguchi, Chia Mimori | Iskra Bocanegra                  | Kim Ji-hye                         | Nam Ga-hyun, Jang Bo-ram                                |
| Matt Lloyd                       | Kanda Kyohei, Kota Sometani  | Marc Gómez                       | Lee Dong-hwan, Do Jeong-yeon       | Jaeha Yoo, Chris Young, Sangjun Park                    |
| Sœur Chantelle / la Vierge Marie | Hikari Ono                   | Lucy Lummis                      | Jeong Young-ah, Do Yul-hee         | Lee Mi-kyung, Kim Song-i                                |
| Claire                           | Garan Rin                    | Ester Bartomeu, Annabel Totusaus | Jeong Young-ah, Do Yul-hee         | Lee Mi-kyung, Kim Song-i                                |
| Le Père                          | Yutaka Abe                   | Eduard Doncos                    | Je Byeong-jin                      | NC                                                      |
| Lucas Carter                     | Yuki Tsuchikura              | Miguel Ángel Sánchez             | Park Seong-gwang                   | Jeong In-ji                                             |
| Tanya Garrett / Chérubin         | Rie Kitagawa                 | Anna Lagares                     | Da-som Lee                         | Kim Mi-joo                                              |
| Kyra / Chérubin                  | Aya Shimada                  | Clara Gispert                    | Park Si-in                         | Haeoreum                                                |
| Diane Lee                        | Hiromi Hara                  | Laura Morales                    | Koo Da-bin                         | Kim Eunsol                                              |
| Zack                             | Takashi Sasaki               | Joan Mas                         | Kim Young-oh                       | Kim Cha-min                                             |
| Rory                             | Akari Fujiwara               | Gerard Mínguez                   | Kwon So-yi                         | Park Soo-min                                            |
| Alan                             | Daisuke Morimoto             | Marc Andurell                    | Kim Chan-jong                      | Shin Jun-seok                                           |

## Genèse
« Comment trouver la limite entre être fidèle à ma foi et être fidèle à mon cœur ? Je pense que c'est un combat universel. »

— Damon Intrabartolo
En 1997, Jon Hartmere et Damon Intrabartolo sont tous les deux âgés de vingt-trois ans. Le premier est professeur dans une école publique du centre-ville de Los Angeles et n'a quasiment aucune expérience de parolier ; le second est chef d'orchestre pour le cinéma et la télévision, collaborateur régulier du compositeur John Ottman. Intrabartolo cherche un auteur pour mettre en texte ses cinq morceaux, lesquels figureront les prémices de Bare. Du fait de son inexpérience, Hartmere redoute d'être pris pour un imposteur mais se décide toutefois à rencontrer Intrabartolo. Lors de leurs échanges, Hartmere, au beau milieu d'un coming-out difficile, évoque spontanément son homosexualité avec Intrabartolo. Selon le musicien, cette conversation s'avère déterminante (« c'était comme si un barrage avait éclaté »). Hartmere partage son ressenti : « Quand j'ai commencé à travailler avec Damon, qui est un peu plus irrévérencieux, un peu moins pieux, le projet a commencé à s'éclaircir ».
Très vite, le duo entame une collaboration intensive et insuffle les thématiques qui lui sont chères dans son futur opéra pop. Compositeur comme parolier partage de fortes similitudes avec leurs personnages, leur personnalité comme leur développement.

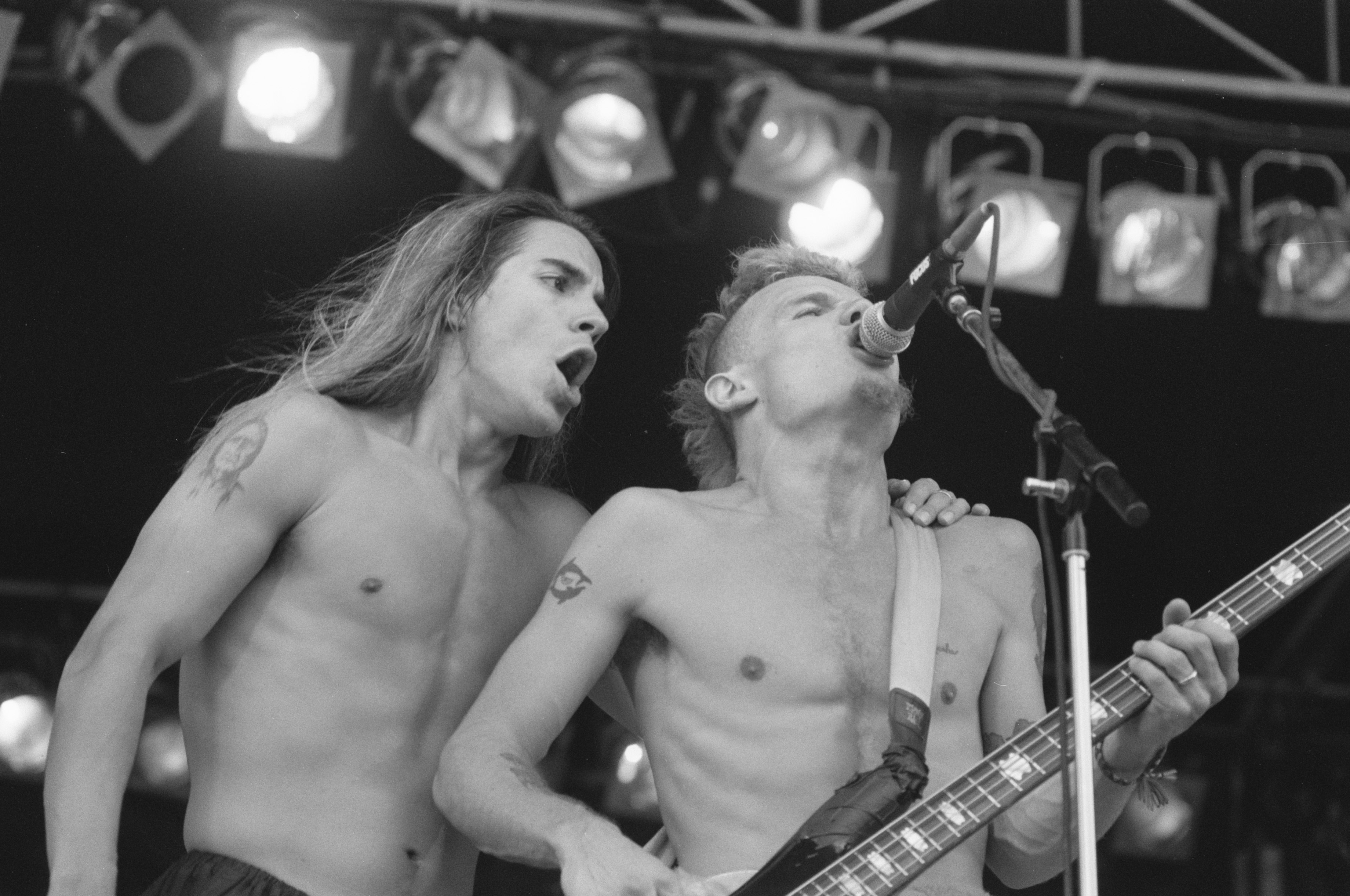
La musique des Red Hot Chili Peppers (ici à Amsterdam, en 1989) a inspiré Damon Intrabartolo.

Le vécu du compositeur Intrabartolo est ainsi l'une de ses principales sources d'inspiration : il déclare avoir quitté le catholicisme « avec un petit ami formidable et beaucoup de colère [...] ! Je suis vraiment inquiet du côté obscur de la religion. [...] On ne peut jamais échapper complètement à ses démons religieux ». Sur la forme, Intrabartolo s'inspire du rock alternatif, notamment des Red Hot Chili Peppers, Nine Inch Nails et Fiona Apple. Il réfute en outre l'influence des créateurs de comédies musicales actuelles, en particulier Andrew Lloyd Webber.
Le parolier Hartmere, fervent catholique, a également beaucoup puisé dans son rapport à la foi. Il y réitère son « immense respect pour l’Église » et affirme « qu'aller à l'école catholique a un effet incroyable sur votre vision du monde ». Élève brillant, l'auteur ressemble beaucoup à Jason dans son parcours scolaire mais s'identifie aux angoisses de Peter : « Peter et Jason sont les deux moitiés d’une même personne. La peur que Peter éprouve est la même que la mienne ».
Il leur faudra trois ans pour mener le projet à terme et décrocher un financement. Le spectacle est lancé à l'automne 2000.

## Production
Dotée d'un budget de 60 000 $, la comédie musicale fait ses débuts au Hudson Theatre de Los Angeles, le 14 octobre 2000. La mise en scène est assurée par la jeune Kristin Hanggi, vingt-trois ans. Les débuts sont catastrophiques : de l'aveu d'Hartmere, seulement une quinzaine de personnes se déplace pour assister aux représentations. Mais l'excellent bouche à oreille et les retours presses élogieux donnent un nouvel élan à Bare. Le spectacle connaît alors un succès fulgurant : deux mois après son ouverture, il caracole à la seconde place des billets les plus vendus des productions angelenas, juste après Le Roi Lion, et se voit prolongé jusqu'au 25 février 2001.

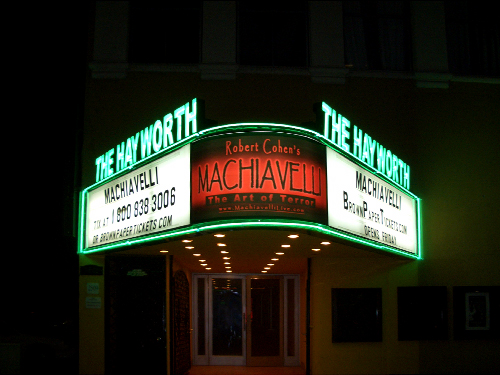
Le Hayworth Theatre où se tient la troisième mouture de Bare.

La production new-yorkaise est ensuite jouée en Off-Broadway, à l'American Theatre of Actors, du 19 avril au 27 mai 2004. La metteuse en scène Kristin Hanggi est toujours impliquée dans cette nouvelle mouture.
Courant septembre 2013, une nouvelle production se monte à Los Angeles, cette fois au Hayworth Theatre. Elle est produite par Topher Rhys et Jamie Lee Barnard via glory|struck Productions. La comédie musicale est cette fois dirigée par Calvin Remsberg et chorégraphiée par Jen Oundjian. La direction musicale est assurée par Elmo Zapp.
En 2023, une édition scolaire est montée pour la première fois à la Barbara Ingram School for the Arts, une magnet school située à Hagerstown, dans le Maryland.

## Importations hors des Etats-Unis

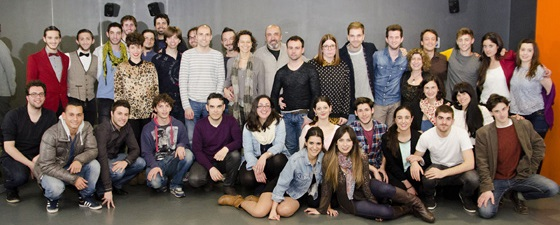
La troupe de Per sobre de totes les coses, la version catalane de Bare (2014).

Fort de son succès, le spectacle est importé en Grande-Bretagne, en Australie et au Canada.
Il est monté plusieurs fois en Asie, entre 2014 et 2024 : en l'espace d'une décennie, on compte ainsi trois productions différentes au Japon (notamment au Théâtre Sun-mall et Sōgetsu Hall) ainsi que cinq moutures en Corée du Sud (par exemple au Doosan Art Centerd et au Baekam Art Hall).
En 2014, Bare est adapté en catalan par Marc Gómez. Sous le titre Per sobre de totes les coses, l'opéra pop joué au Théâtre Gaudí de Barcelone. La pièce y est définie comme une œuvre « provocante, intense, passionnée et explosive ».
Le 6 juillet 2017, le spectacle est monté à Brighton, une destination LGBTQ reconnue surnommée la « capitale gay officieuse du Royaume-Uni ». Produite par Brief Hiatus, cette production est mise en scène par Conor Baum et chorégraphiée par Sarah-Leanne Humphreys. Elle reçoit les éloges de la critique,.

## Réinterprétation de l'œuvre originale avecBare: The Musical

### Genèse
Bare: The Musical se veut une réinterprétation de l'opéra pop, plus d'une décennie après sa création. L'idée de proposer une nouvelle vision de Bare est liée à la vague de suicides qui touche les personnes LGBTQ dans les années post-2004. Stafford Arima, le metteur en scène de Bare: The Musical, tient le raisonnement suivant : en raison de l'actualité, « il était logique de continuer à faire évoluer la pièce afin qu’elle conserve son cœur, son âme et ses… entrailles ».
Si Damon Intrabartolo n'a pas été impliqué dans cette réinterprétation, Shankel l'a consulté afin de respecter au mieux ses intentions.
Cette nouvelle mouture est présentée en Off-Broadway le 19 novembre 2012 et fait ses débuts le 9 décembre 2012 au New World Stages. Elle prend fin le 3 février 2013.
Bare est de retour en Off-Broadway pour une durée limitée en juin 2013, à la York Theatre Company. Cette mouture a été produite par Sponge Theatricals et Midtown Arts Common au profit du Trinity Place Shelter, un refuge pour jeunes sans-abri LGBTQ. La production est assurée par Paul Boskind, Randy Taradash, Gregory Rae, Carl D. White, Carollo & Palumbo LLC et Martian Entertainment. La supervision musicale et les chansons supplémentaires sont signées Lynne Shankel et Hartmere. L'équipe créative comprend le metteur en scène Stafford Arima, le chorégraphe Travis Wall, le scénographe Donyale Werle, le concepteur de lumières Howell Binkley, le costumier Tristan Raines, le concepteur sonore Keith Caggiano ainsi que le concepteur de projection William Cusick. La coiffeuse et maquilleuse Leah J. Loukas est également embauchée,,.

### Changements notables
Bien que l'intrigue et le message originaux soient conservés à l'identique, l'un des principaux changements repose sur la forme : Bare est ainsi passé d'un opéra pop à une comédie musicale. Jon Hartmere, auteur du livret et des paroles initiaux, explique cette évolution par une volonté d'aller plus loin dans le développement des personnages.
De nombreux points scénaristiques évoluent. L'équipe choisit par exemple d'explorer le début de la relation entre Peter et Jason. Dans la comédie musicale, le couple n'est plus colocataire. La chanson Role of a Lifetime, initialement dévolue à Peter, est cette fois interprétée par Jason. Nadia n'est plus de surpoids et fait office de dealeuse pour les lycéens ; elle est caractérisée par sa nature colérique et rebelle. Ivy est désormais une élève fraîchement transférée au sein de St. Cecilia ; la jeune fille sort avec Matt, ce qui alimente la jalousie de Nadia à son égard. Les étudiants organisent une fête d'anniversaire pour Jason et non pour Ivy. Claire, la mère de Peter, n'est plus présente au sein de l'intrigue : son progressisme et sa compréhension sont désormais des caractéristiques imputées à la Sœur Joan, une figure bienveillante qui cumule les caractéristiques de Claire et Sœur Chantelle. Le protagoniste du Père Mike a également été ajouté ; son personnage est similaire au rôle du Prêtre de la production originale mais tient une place plus importante dans la trame,.
La chronologie est aussi différente. Jason ne rompt pas avec Ivy tout de suite après Kiss Your Broken Heart. Leur relation, platonique, dure encore quelque temps. Il se sépare de l'adolescente avant Pilgrim's Hands et se réconcilie avec Peter à la suite de You're Not Alone.

### Productions successives
Moins populaire que A Pop Opera, The Musical sera néanmoins joué au Royaume-Uni, notamment à Cardiff (2015) et à Cork (2016).

### Numéros musicaux
Les informations suivantes proviennent de Playbill.
| Acte I - A Million Miles From Heaven* - Les étudiants (en remplacement d'Epiphany) - You & I - Peter et Jason - Portrait of a Girl - Matt et Ivy - Easy Girls *† - Jason, Nick, Beto, Zack, Alan, Madison, Vanessa, Ivy, Diane - Drive You Out Of Your Mind - Nadia et les étudiants - Best Kept Secret - Jason et Peter - You Don't Know - Nadia et Ivy - Best Friend* - Diane et Peter - Portrait of a Girl (reprise) - Ivy et Jason (en remplacement de One Kiss) - Hail Mary* - Sœur Joan, Peter, Diane, Vanessa, Madison (en remplacement de 911 Emergency) - I Meant To Tell You - Peter et Jason (à la place d'Ever After) - Role of a Lifetime - Jason - One - Les étudiants | Acte II - Confession - Le Père Mike et les étudiants - What If I Told* - La troupe - Kiss Your Broken Heart - Ivy et Jason (en remplacement de Touch My Soul) - Are You There? - Matt et Peter - Pilgrim's Hands - Jason et Peter - You're Not Alone* - Sœur Joan (en remplacement de God Don't Make No Trash) - All Grown Up - Ivy - Once Upon a Time - Jason - Cross - Jason et le Père Mike - Bare - Jason et Peter - Absolution - Peter - No Voice - Les étudiants et Sœur Joan |

* Musique de Lynne Shankel ; paroles de Jon Hartmere.
† Supprimée après la première du 9 décembre 2012.

### Personnages et distributions
Les informations suivantes proviennent de Playbill.

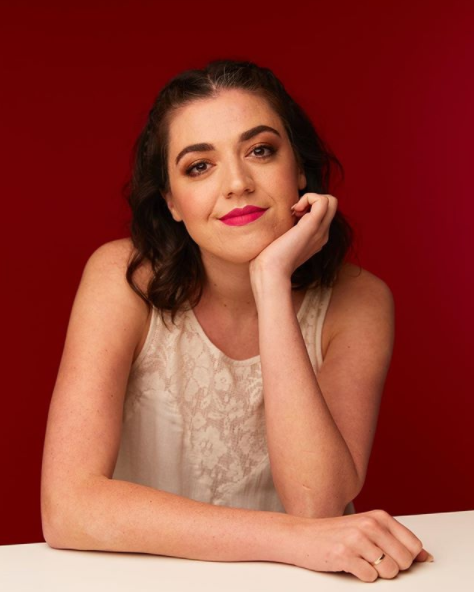
Barrett Wilbert Weed incarne Nadia dans Bare: The Musical ; elle sera révélée dans Heathers l'année suivante.

| Rôle         | Interprète           | Note              |
| ------------ | -------------------- | ----------------- |
| Jason        | Jason Hite           |                   |
| Peter        | Taylor Trensch       |                   |
| Ivy          | Elizabeth Judd       |                   |
| Nadia        | Barrett Wilbert Weed |                   |
| Matt         | Gerard Canonico      |                   |
| Sœur Joan    | Missi Pyle           |                   |
| Le Père Mike | Jerold E. Solomon    |                   |
| Diane        | Alice Lee            | Doublure de Nadia |
| Madison      | Sara Kapner          | Doublure de Ivy   |
| Vanessa      | Ariana Groover       |                   |
| Alan         | Alex Wyse            | Doublure de Peter |
| Beto         | Justin Gregory Lopez | Doublure de Matt  |
| Nick         | Michael Tacconi      | Doublure de Jason |
| Zack         | Casey Garvin         |                   |

## Notoriété et impact

### Réception critique et publique
Les critiques attribuent la popularité et la puissance de Bare à ses thématiques cruciales, abordées frontalement. Le jeune public s'identifie aux protagonistes sur des sujets majeurs tels que la religion, l'éducation et la famille, en particulier après une série de suicides LGBTQ très médiatisés au cours des années 2000,,.
Fondateur et directeur artistique du New Line Theatre, l'auteur Scott Miller définit Bare comme un mélange de « pop alternative et de rock emo ». Il voit dans cet opéra pop « une histoire de tourmente émotionnelle au milieu de l'effondrement de nos institutions (la religion, l’éducation, la famille) et de l’hypocrisie morale qui en résulte [...], [laquelle] cloisonne bon nombre d'entre nous derrière le masque de la conformité. [...] Pourtant, malgré tout ce contexte, il s'agit au fond d'une histoire d'amour très intime, très brute, incroyablement personnelle et émotionnelle ». Il salue en outre le travail du tandem Intrabartolo-Hartmere : « Structurellement, Intrabartolo utilise le vocabulaire de l'opéra (airs, récitatifs, leitmotivs et thèmes, travail choral, beaucoup de contrepoints complexes et plus encore) mais tout cela dans le monde harmonique et mélodique de la pop et du rock américains. [...] [Il confère] à ces personnages adolescents un vocabulaire musical qui correspond à leur jeunesse et à leur monde, tout en donnant à leur drame un mouvement puissant et tragique poussé au sommet grâce à la structure musicale sous-jacente. Mais les paroles de Jon Hartmere sont tout aussi remarquables et aussi fraîches que la musique. [...]  D'une certaine manière, même s’il a utilisé Roméo et Juliette comme point de départ, Hartmere a créé un équivalent contemporain du vers blanc contrasté et de la poétique envolée de Shakespeare ». Selon lui, le projet est au croisement de Rent et du Cercle des poètes disparus.
Le Los Angeles Times le situe « entre un naturalisme brut et un surréalisme comique : Fame rencontre The Real World de MTV. Léger en dialogues et chanté durant presque toute son entièreté, le spectacle ressemble plus à un opéra qu'à une comédie musicale de Broadway ».
Variety loue « une magnifique extravagance musicale contemporaine, totalement originale ».

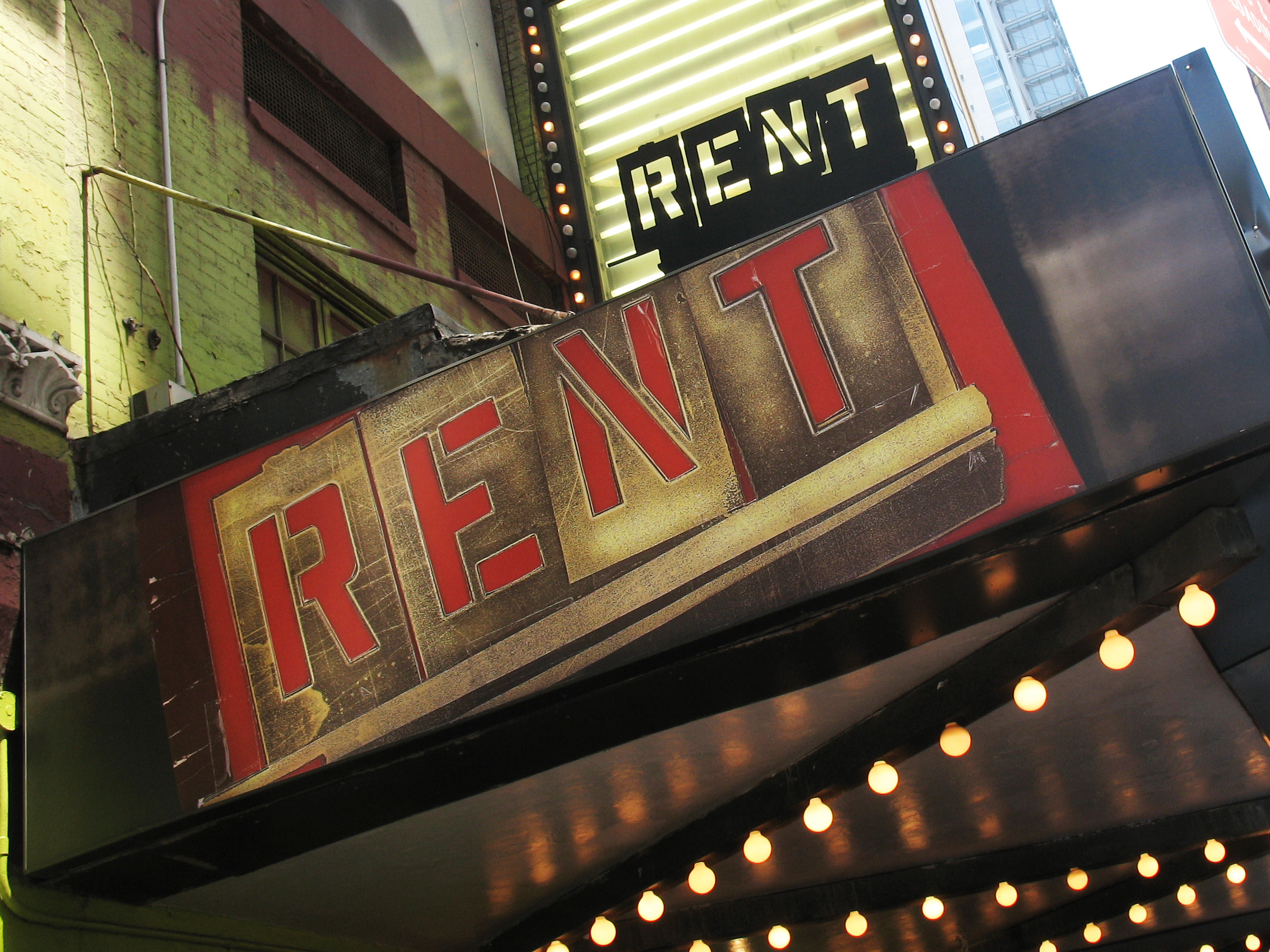
La presse spécialisée a très souvent établi un parallèle entre Rent et Bare.

Bridget Lavin, du site spécialisé United by Pop, voit en Bare la « prochaine comédie musicale culte ». Elle situe l'opéra pop dans la droite lignée de Rent, Spring Awakening, Next to Normal, Heathers ou encore Dear Evan Hansen.
Le site spécialisé Musical Theatre Review relaie un article élogieux de Rob Bartley : « Musicalement, Bare est un véritable succès. [...] [Sa] musique (composée par le regretté Damon Intrabartolo) est un mélange puissant et émotif de ballades angoissées et de rock avec des mélodies d'une simplicité trompeuse qui deviennent des vers d'oreille complexes et récompensent l'auditeur par la répétition. Les paroles (de Jon Hartmere) sont poétiques et perspicaces, explorant vraiment la douleur et les points de vue des personnages, et nous aidant à mieux les connaître. La comédie musicale possède l'ambiance de Spring Awakening et Rent, [...] les fans de ces spectacles et de comédies musicales analogues des années 90/2000 imprégnées de rock trouveront beaucoup à apprécier dans la richesse de la musique ».
Pour The Korea Herald, Bare est « une production pleine d'humour, de drame et de tragédie, un conte rafraîchissant  [...] centré sur l'amour entre deux personnes, lesquelles cherchent désespérément à vivre une existence de vérité et de liberté ».
Pour sa part, Intrabartolo analyse le succès du show par son postulat : « Je pense que les gens aiment le drame et la tragédie plus que nous le pensons. Tant que vous honorez le public et que vous le respectez dans ce que vous faites, alors ça marche. West Side Story est l'une de mes œuvres préférées, et elle est incroyablement populaire, quand bien même c'est une tragédie. J'aime aussi Jesus Christ Superstar et Hedwig and the Angry Inch ».
Sa collaboratrice, la metteuse en scène Kristin Hanggi, estime que Bare possède des thématiques universelles : l'opéra pop évoque « une lutte que tout le monde traverse, au lycée ou même à l'âge adulte, une quête fondamentale d'amour, d'empathie et de connaissance de soi, y compris la connaissance de soi sexuelle ».
Le spectacle possède une fanbase solide et internationale. Ses admirateurs sont surnommés les bareheads.

### Engagement

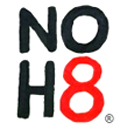
Le logo de la campagne NOH8, soutenue par les artistes de Bare.

Depuis 2012, les producteurs de la version Off-Broadway s'associent à des organisations soutenant les droits LGBTQ, notamment Tyler Clementi Foundation, Athlete Ally, Human Rights Campaign et Faith in America,.
Des séances de discussion, appelées talkOUTs, sont organisées après les représentations du spectacle. Elles sont présentées par des figures éminentes de la Tyler Clementi Foundation, Athlete Ally, Human Rights Campaign ou encore Faith in America. Les talkOUTs incluent également des représentants de la Matthew Shepard Foundation, du Gay & Lesbian Victory Fund, de GLAAD, de l'Empire State Pride Agenda, de la Point Foundation. Le rabbin Michael Mellen était présent ainsi que les producteurs, une partie de l'équipe créative et les acteurs du spectacle,. La plupart des personnalités impliquées dans la création de Bare soutiennent la campagne NOH8,.

### Controverses
« La pire tragédie que l'on puisse infliger aux gens, c'est de leur dire que Dieu ne les écoute plus, de les laisser penser qu'ils ont perdu ce lien. »

— Jon Hartmere
Dès son lancement, Bare a fait l'objet de nombreuses polémiques pour sa vision des institutions scolaires catholiques et de la religion en règle générale. Fréquemment accusée de blasphèmes, la comédie musicale a ainsi été incluse dans le rapport annuel de la Catholic League visant à établir la liste des œuvres jugées anticatholiques.
A l'inverse, le père Peter Liuzzi estime que Bare « offre une description complexe et équilibrée à la fois des conflits individuels et de la lutte de l'Église pour accueillir les croyants qui se trouvent être homosexuels ».
John Griffin, l'un des interprètes originaux du spectacle qui a grandi dans la foi catholique, a pointé le paradoxe entourant les controverses de la manière suivante : « Certains pensent que c'est une production profondément anticatholique et d'autres pensent exactement le contraire ! ».
Les créateurs de Bare ont refusé d'adoucir les aspects les plus contestés du spectacle. Hartmere affirme ainsi qu'il ne voit pas « comment [le spectacle] pourrait être édulcoré afin de devenir quelque chose d'acceptable pour le grand public américain » ; Intrabartolo abonde dans ce sens (« Il y a certaines concessions que je ne serais pas vraiment disposé à faire »).

## Récompenses
Bare a reçu quelques récompenses dont :
- Prix Ovation 2001 (meilleure comédie musicale à petit budget[49])
- Prix Back Stage Garland
- Prix LA Drama Critics Circle (meilleure musique, meilleure mise en scène pour une comédie musicale, meilleure chorégraphie et meilleure conception)
- Prix LA Weekly (meilleure musique originale et meilleure comédie musicale)

## Projet d'adaptation cinématographique
Une adaptation destinée au cinéma est annoncée le 2 janvier 2018. Réalisé par Kristin Hanggi, le projet est produit par Hillary Butorac Weaver et Janet Billig Rich. Hanggi signe en outre le scénario. Aucune date de sortie n'est encore fixée,,,.